# Kočerinsko polje
Kočerinsko polje je krško polje u Bosni i Hercegovini.
Nalazi se u zapadnoj Hercegovini, sjeverozapadno od Mostara. Dugo je osam kilometara, a dno mu se nalazi na 620 metara nadmorske visine. Ime je dobilo po najvećem naselju u polju - Kočerinu. U jesenskim, zimskim i proljetnim mjesecima često je plavljeno vodom dubokom nekoliko metara koja tvori krško jezero.
Iz Kočerinskog polja je nadgrobni spomenik Vignja Miloševića zvan Kočerinska ploča.